# Fenyves Miklós
Fenyves Miklós (Budapest, 1897– 20. század) magyar nemzeti labdarúgó-játékvezető.

## Pályafutása
Játékvezetésből 1919-ben Budapesten a Magyar Futballbírák Testülete (BT) előtt vizsgázott. Az MLSZ JB minősítésével NB II-es, 1925-től NB I-es játékvezető. 1919–1925 között a futballbíráskodás legjobb játékvezetői között tartják nyilván. Küldési gyakorlat szerint rendszeres partbírói szolgálatot is végzett. 1947-ben aktívan tevékenykedett, amikor egy baleset miatt be kellett fejeznie a bíráskodást. NB I-es mérkőzéseinek száma: 22.
| Időpont             | Helyszín                    | Mérkőzés típusa          | Mérkőzés              | Eredmény | Nézők száma |
| ------------------- | --------------------------- | ------------------------ | --------------------- | -------- | ----------- |
| 1925. augusztus 15. | Üllői úti Stadion, Budapest | első NB I-es mérkőzése   | BTC–Újpesti TE        | 2 – 1    | 5000        |
| 1929. május 19.     | Városi Stadion, Szombathely | utolsó NB I-es mérkőzése | Sabaria FC–Bocskai FC | 3 – 1    | 3000        |

Aktív pályafutását befejezve a Budapesti Labdarúgó Alszövetség (BLASZ) BT-ben ellenőrként tevékenykedett. 1946-ban a Budapesti Játékvezető Vizsgáztató Bizottság elnöke. Írása (társszerzőkkel) a Magyar futballbírák könyve (Budapest, 1935). Szakmai elismerésként megkapta a Magyar Köztársasági Érdemrend ezüst fokozata kitüntetést (1947). 1958-ban a Magyar Testnevelési és Sporthivatal elnöke (MTSH) a Testnevelés és Sport kiváló dolgozója jelvényt adományozta részére. A díjat azok kapták, akik 30 vagy ennél több esztendeje szolgálták játékvezetőként a labdarúgást. A Játékvezető Testület díszveretét Tabák Endre főtitkár nyújtotta át a kitüntetettnek.

## Külső hivatkozások
- Fenyves Miklós. antikvarium.hu. (Hozzáférés: 2016. május 15.)
- Fenyves Miklós. hungaricana.hu. (Hozzáférés: 2016. május 15.)
- Fenyves Miklós játékvezetői adatlapja a Nemzeti Labdarúgó Archívum oldalán